# Alforja (maleta)

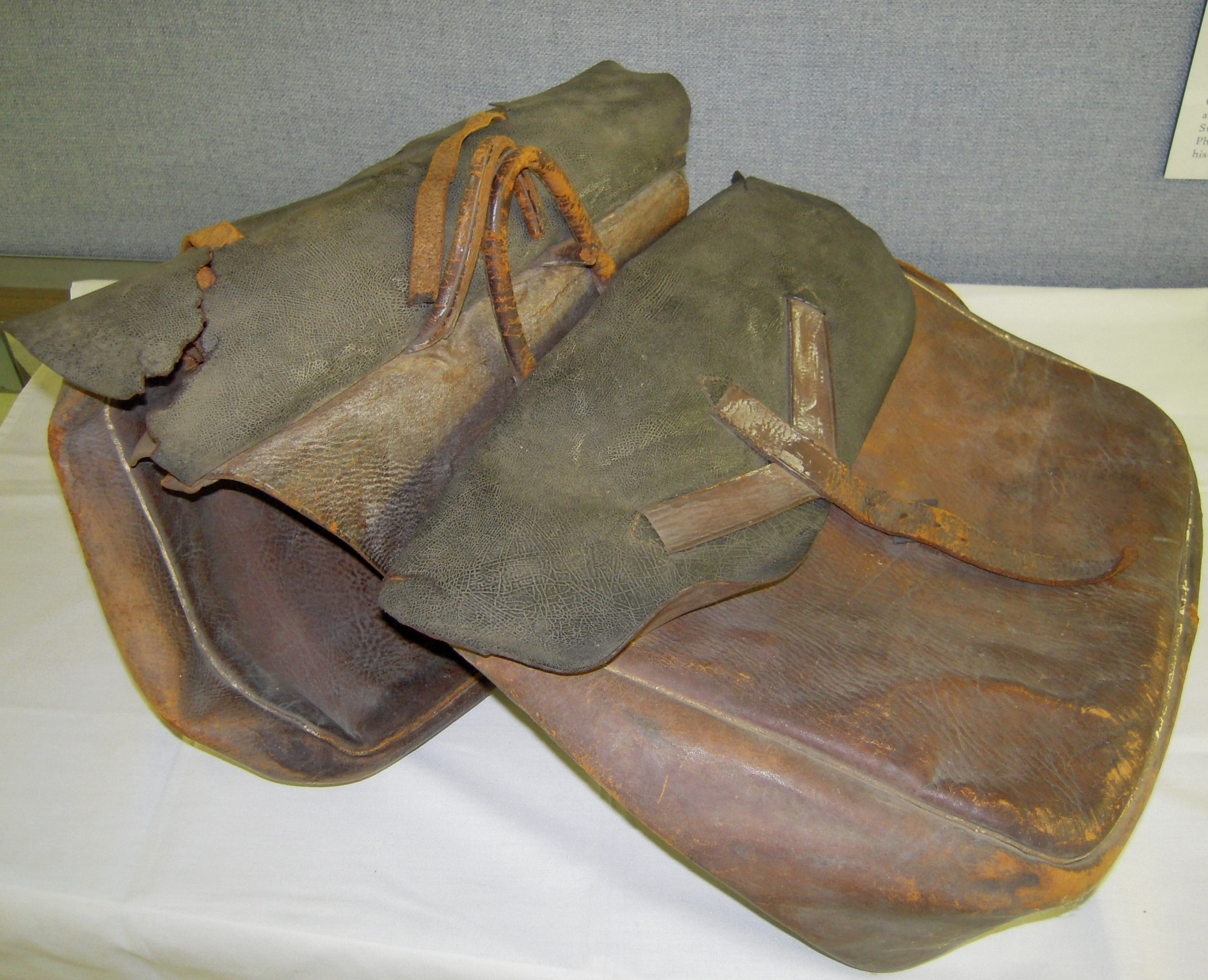
Alforjas de cuero del.

Alforja o alforjas (del árabe hispano «alẖurǧ», y este del árabe clásico «ẖurǧ») son las bolsas, talegas, sacas o maletas, usadas tradicionalmente desde la antigüedad como complemento asociado a las caballerías (burros, mulas, caballos, etc). Fabricadas en diversos materiales, desde los tejidos naturales hasta los plásticos, suelen tener forma cuadrada con una solapa en su abertura superior. Recipientes dobles en su origen, van indistintamente sobre las ancas de la caballería, el cuello del animal, o sobre el hombro del jinete. Por extensión se llama así a las bolsas sujetas a la silla o sillín o asiento que se usan en motocicletas y bicicletas para llevar equipaje.

## En caballerías
En equitación, las alforjas se colocan en varias posiciones, atrás sobre las ancas, al lado de la silla de montar, o al frente de la silla. La mayoría de las alforjas se sujetan con cinturones, tiras y amarres. Pueden ser de varios materiales pero el que más se usa tradicionalmente es el cuero, que nuevos materiales van sustituyendo. Hay de varios tipos: por delante de la silla de montar, tradicionales por pares (que descansan en las caderas de los caballos, a ambos lados), de tubo, para detrás de la silla del jinete y un surtido de talegas más pequeñas para sujetar a distintos lugares en el caballo.

## En cochecitos de bebé

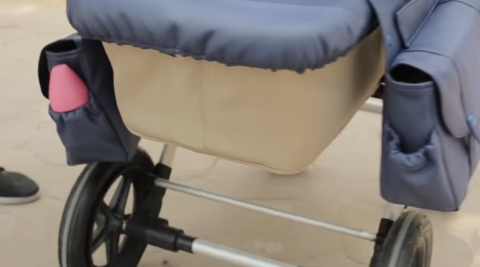
Alforja universal en cochecito de bebé. Fuente "Mi primera alforja".

En cochecitos de bebe, una alforja son dos bolsas dobles unidas entre sí, que mediante su apertura central se coloca a través del manillar del cochecito del bebé creando estabilidad y evitando que vuelque. Estas alforjas para cochecitos, al disponer de 2 bolsos te permiten separar la alimentación de la higiene. Se fabrican universales para todo tipo de cochecitos de bebé, tienen diferentes utilidades: Cuando utilizas el patín/transportín, para mellizos/gemelos disponen de una bolsa para cada uno de ellos, se pueden colocar también en el manillar y la puedes utilizar de bolso. Los tejidos utilizados pueden ser: plastificados, polipiel, piel, impermeables etc. Son comunes verlas en cochecitos de bebé con capazo y manillar corrido.
Hay de pequeñas a grandes (con una capacidad de 9 y 12 litros).

## En bicicletas

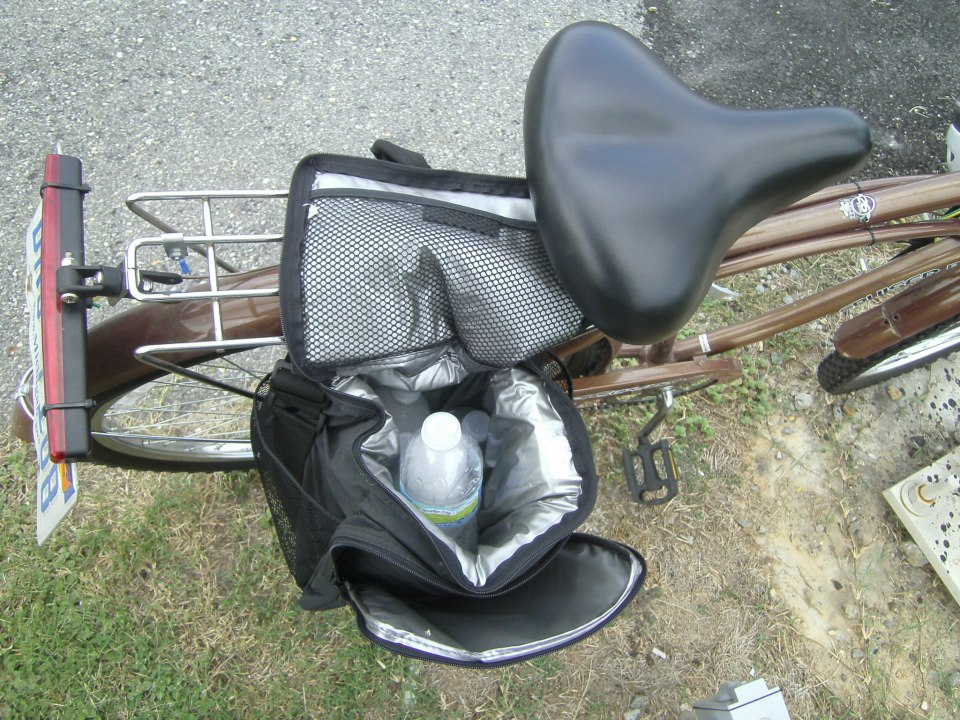
Una alforja llevando un recipiente de agua.

En ciclismo, una alforja es una bolsa que se sujeta debajo del sillín del conductor. Las más pequeñas pueden servir para transportar refacciones, herramientas, un impermermeable, comida, un recipiente para agua, kit de primeros auxilios, medicinas, etc. Son comunes en bicicletas de turismo, bicicletas de carreras, bicicletas de montaña y para viajes largos.
Hay de pequeñas a grandes (más de 25 litros) siendo las más pequeñas capaces de caber debajo del sillín, a las grandes y dobles para el equilibrio se les conoce como alforjas.

## En motocicletas

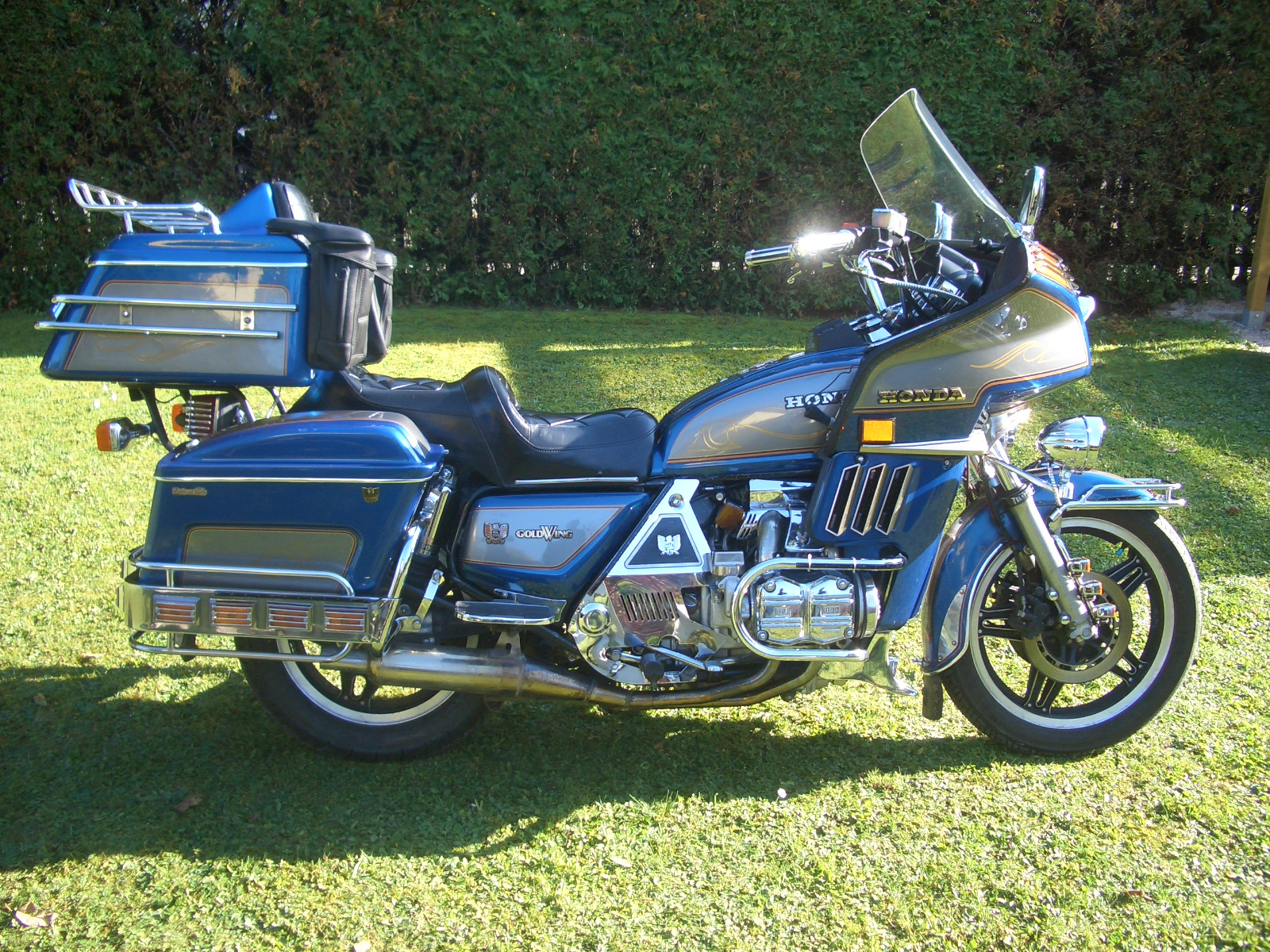
Motocicleta de turismo con alforjas y cajuela de fábrica.

En las  motocicletas, las alforjas modernas son generalmente de cuerpo duro y van a los costados de la rueda trasera para equilibrio. Van sujetas al bastidor por tornillos aunque existen con mecanismos de liberación rápida. Son equipo de norma para las motocicletas de turismo y para las cruceras de mayor tamaño, a las que incluso se conoce como baggers. Cuando la maleta es única de cuerpo rígido y va detrás del asiento se le conocería también como cajuela. 

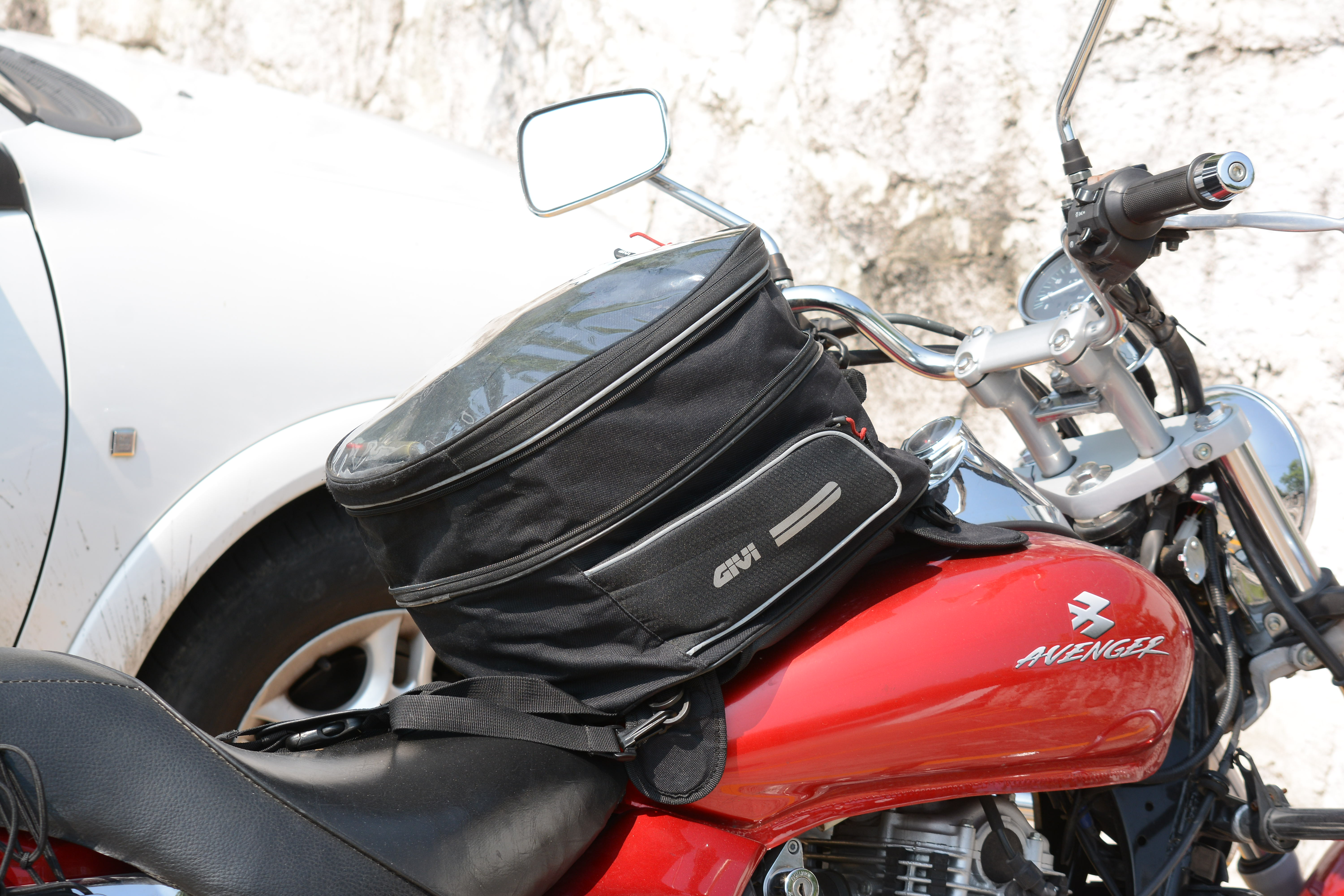
Alforja o maleta con sujeción magnética, para motocicleta. Se sujeta al tanque de combustible de una motocicleta cualquiera.

Existen también alforjas no rígidas de montaje por imanes que se fijan con los mismos al tanque, tienen correas para fijarse con mayor fuerza aunque las piernas del piloto, junto con los imanes de sujeción, suelen ser suficientes para sostenerlas en su lugar.

## Expresiones relacionadas
- ¿Qué alforja?, tipo de exclamación que se usa para explicar el enfado o desprecio con que se oye alguna cosa como ¿qué dinero ni qué alforja?
- Tener provista la alforja, haber hecho negocio.
- Prepararle a uno la alforja, hablando de enfermos desahuciados, prevenirle la mortaja.
- Llevar siempre la alforja al hombro, tenerla lista a todas horas, equivale a vivir prevenido contra cuanto pueda sobrevenir, etc.[3]
- No es todo el sayal alforjas, equivale a la frase proverbial que no hay regla sin excepción. También se emplea para indicar que algo no es como idealmente se supone. El sayal es una lana burda, por ende apropiada para hacer alforjas.